# Jalal Toufic
 (juin 2023).
Jalal Toufic, né en 1962, est un artiste, vidéaste et écrivain, libanais d'origine irakienne et palestinienne.

## Biographie
Jalal Toufic enseigne à l'université Kadir Has à Istanbul. Il vit à Istanbul.

## Publications
- 1991 : Distracted (réédité en 2003).
- 1993 : (Vampires): An Uneasy Essay on the Undead in Film (réédité en 2003).
- 1996 : Over-Sensivity (réédité en 2009).
- 2000 : Forthcoming.
- 2002 : Undying Love, or Love Dies.
- 2005 : 
  - Two or Three Things I'm Dying to Tell Tou.
  - Ashûrâ: This Blood Spilled in My Veins
- 2007 : Undeserving Lebanon.
- 2009 : 
  - The Withdrawal of Tradition Past a Surpassing Disaster.
  - Graziella: The Corrected Edition.

## Expositions
- 2012 : dOCUMENTA (13), à Cassel.